# Ninon Fovieri
Ninon Fovieri (5 febbraio 1909 – New York, febbraio 1989) è stata un'attrice statunitense del cinema muto, attiva come attrice bambina dal 1915 al 1917 (tra i 6 e gli 8 anni di età).

## Biografia
Nata nel 1909, Ninon Fovieri esordì a 6 anni, nel 1915, con il suo primo film, Providence and the Twins, un cortometraggio prodotto dalla  Majestic Motion Picture Company.
Nella sua breve carriera, dal 1915 al 1917, Fovieri gira 6 pellicole. Assieme a Violet Radcliffe, Georgie Stone, Carmen De Rue, Francis Carpenter, Beulah Burns e Lloyd Perl forma un'affiatata compagnia di attori bambini ("The Triangle Kids"), protagonisti in una serie di film prodotti dalla Fine Arts Film Company e distribuiti dalla Triangle Distribution.
Terminata l'esperienza di attrice bambina, la vita di Ninon Fovieri si svolge lontano dal mondo del cinema.

## Filmografia

### Cortometraggi
- Providence and the Twins (1915)
- Maybe Moonshine, regia di William Beaudine (1916)

### Lungometraggi
- I sette angeli di Ketty (Let Katie Do It), regia di C.M. Franklin e S.A. Franklin (1916)
- Children in the House, regia di Sidney Franklin e Chester M. Franklin (1916)
- Amore malvagio (Going Straight), regia di Sidney Franklin e Chester M. Franklin (1916)
- Cheerful Givers, regia di Paul Powell (1917)